# Lomatium kingii
Lomatium kingii là một loài thực vật có hoa trong họ Hoa tán. Loài này được (S. Watson) Cronquist mô tả khoa học đầu tiên năm 1986.